# Ramciel
Ramciel (également écrit Ramchiel ou Ramshiel) est une localité du Soudan du Sud, à 200 km au nord de l'actuelle capitale du pays, Djouba. Proche du centre géographique du Soudan du Sud, le gouvernement sud-soudanais envisage d'en faire la future capitale administrative du pays,.

## Étymologie
« Ramciel » viendrait du dinka et ferait référence au « milieu » de la nation du Soudan du Sud. « Ramciel » signifierait « lieu de rencontre central » .

## Géographie
Ramciel est située à l'extrémité sud-est de l'État des Lacs, proche du point de rencontre des frontières de quatre États : l'Équatoria-Central, l'Équatoria-Oriental, le Jonglei et les Lacs, et donc du point de rencontre des provinces historiques d'Équatoria, du Nil Supérieur et du Bahr el-Ghazal. Le lieu se situe sur la rive occidentale du Nil Blanc.
Ramciel est distante de 200 km de Djouba, l'actuelle capitale du Soudan du Sud. Il n'existe actuellement aucune route goudronnée entre les deux localités, mais on estime qu'un trajet sur une telle route prendrait deux heures. Dans des conditions idéales, il faudrait 30 minutes pour atteindre Rumbek, capitale des Lacs, et jusqu'à trois heures pour Wau, capitale du Bahr el Ghazal occidental, État le plus occidental du pays.
Le plus grand marais du monde, le marais du Sudd, traverse le milieu du Bahr el-Ghazal et du Nil Supérieur, empêchant toute connexion directe entre les villes situées aux quatre coins du Sudd. Il est nécessaire de contourner le marais, ce qui rend les villes de Malakal et Bentiu inaccessible par la route depuis le sud et l'ouest à la saison humide, juin à novembre.
La région est majoritairement peuplée par les Dinkas, qui cultivent les plateaux pendant la saison sèche et les marais du Nil pendant la saison humide. Des avis contradictoires ont été émis sur la pertinence de la zone pour des constructions à plus grande échelle.

## Capitale
John Garang, premier président du Soudan du Sud, aurait désiré faire de Ramciel la capitale pendant son administration, mais il meurt en 2005 avant que le Soudan du Sud ne devienne indépendant. À l'indépendance du pays en 2011, Djouba devient capitale.
Au début février 2011, le gouvernement autonome du Soudan du Sud adopte une résolution en vue de trouver une nouvelle capitale pour le pays. Ramciel est l'un des deux sites proposés. Le gouverneur de l'État des Lacs, Chol Tong Mayay, visite Ramciel plus tard dans le mois afin d'attirer l'attention sur le lieu. Juste avant l'indépendance en juillet 2011, un porte-parole du gouvernement fédéral confirme que le pays souhaite toujours construire une nouvelle capitale à Ramciel. Le 2 septembre, le cabinet fédéral vote pour désigner Ramciel comme site d'une ville nouvelle, à séparer de l'État des Lacs. Le ministre de l'information, Barnaba Marial Benjamin (en), déclare qu'il faudrait trois à cinq années pour déplacer la capitale, par étapes.